# Астрагал шорсткий
Астрага́л шорстки́й (Astragalus asper) — вид трав'янистих рослин з родини бобові (Fabaceae), поширений у Європі від Австрії до Росії.

## Опис
Багаторічна рослина 20–80 см. Стебла прямі, борознисті, густо облиствлені. Квітки жовті, вгору стирчать, зібрані в щільні колосоподібні китиці. Листки 6–10 см завдовжки, з 8–15 парами лінійно-ланцетних або довгастих листочків. Боби сидячі, лінійно-довгасті.

## Поширення
Поширений у Європі від Австрії до Росії.
В Україні вид зростає у степах, на степових і кам'янистих схилах — у пд. ч. Лісостепу, Степу та Степовому Криму.

## Зображення

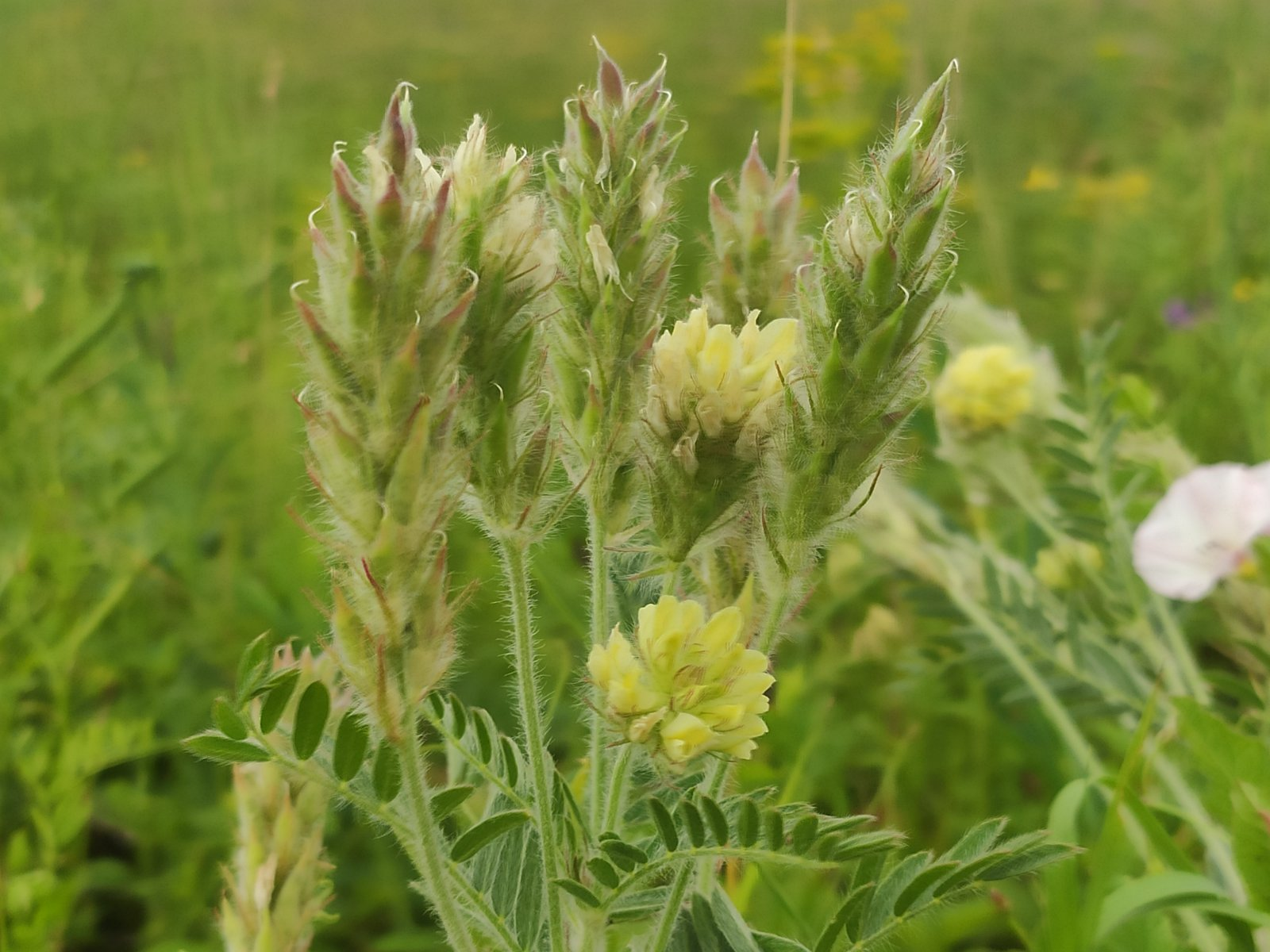
Астрагал шорсткий під час цвітіння.
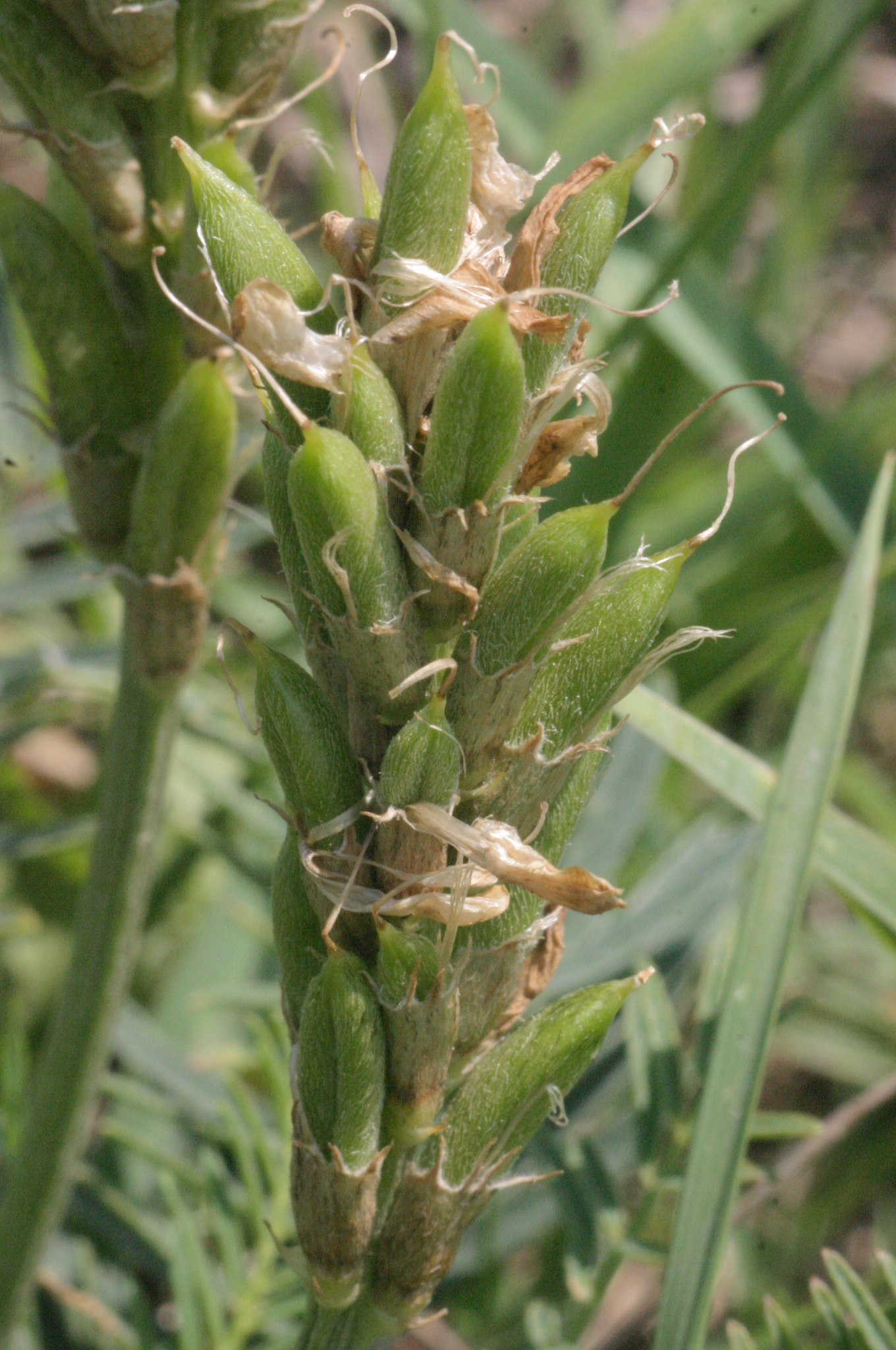
Насіння.
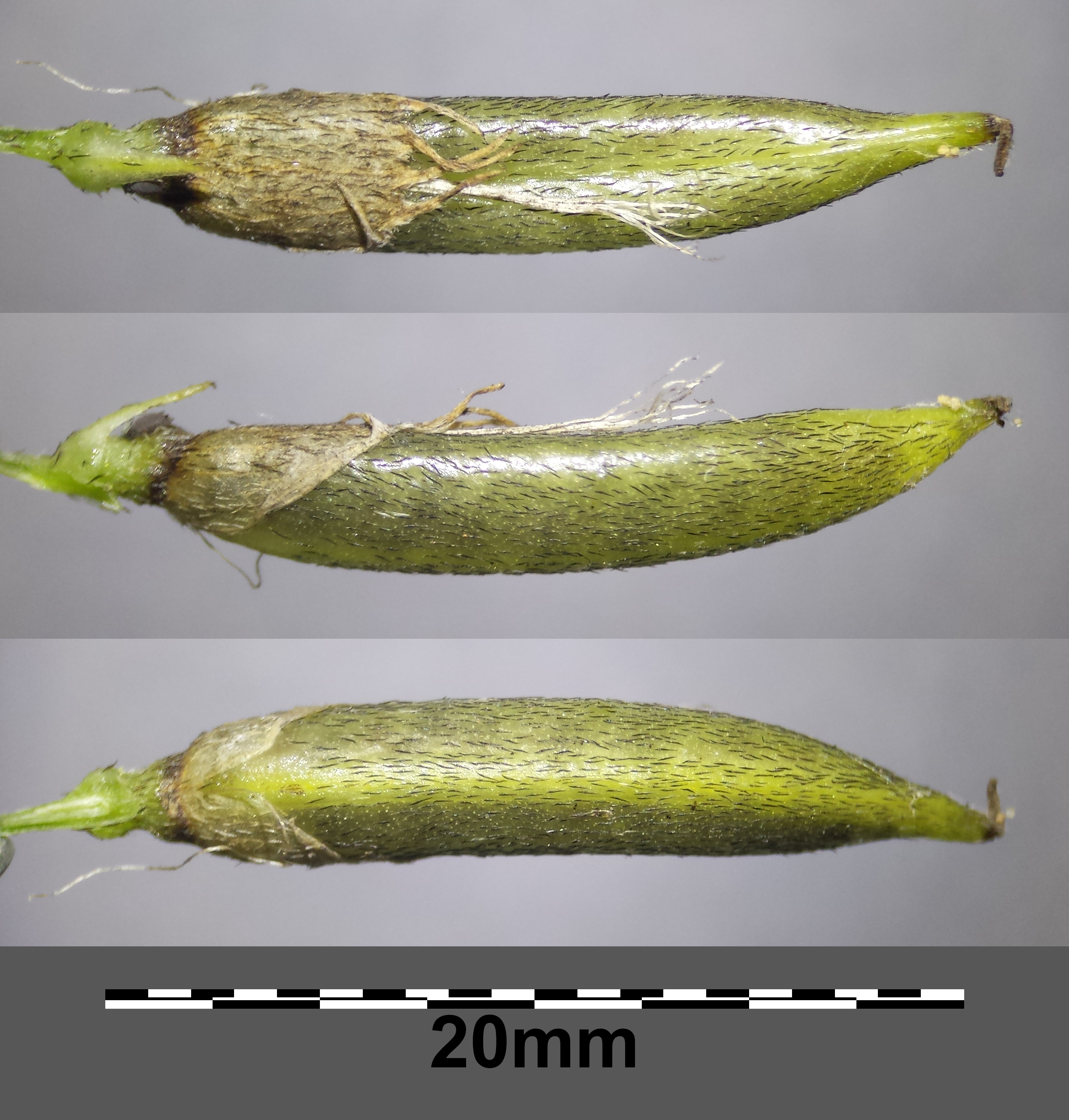
Стручок
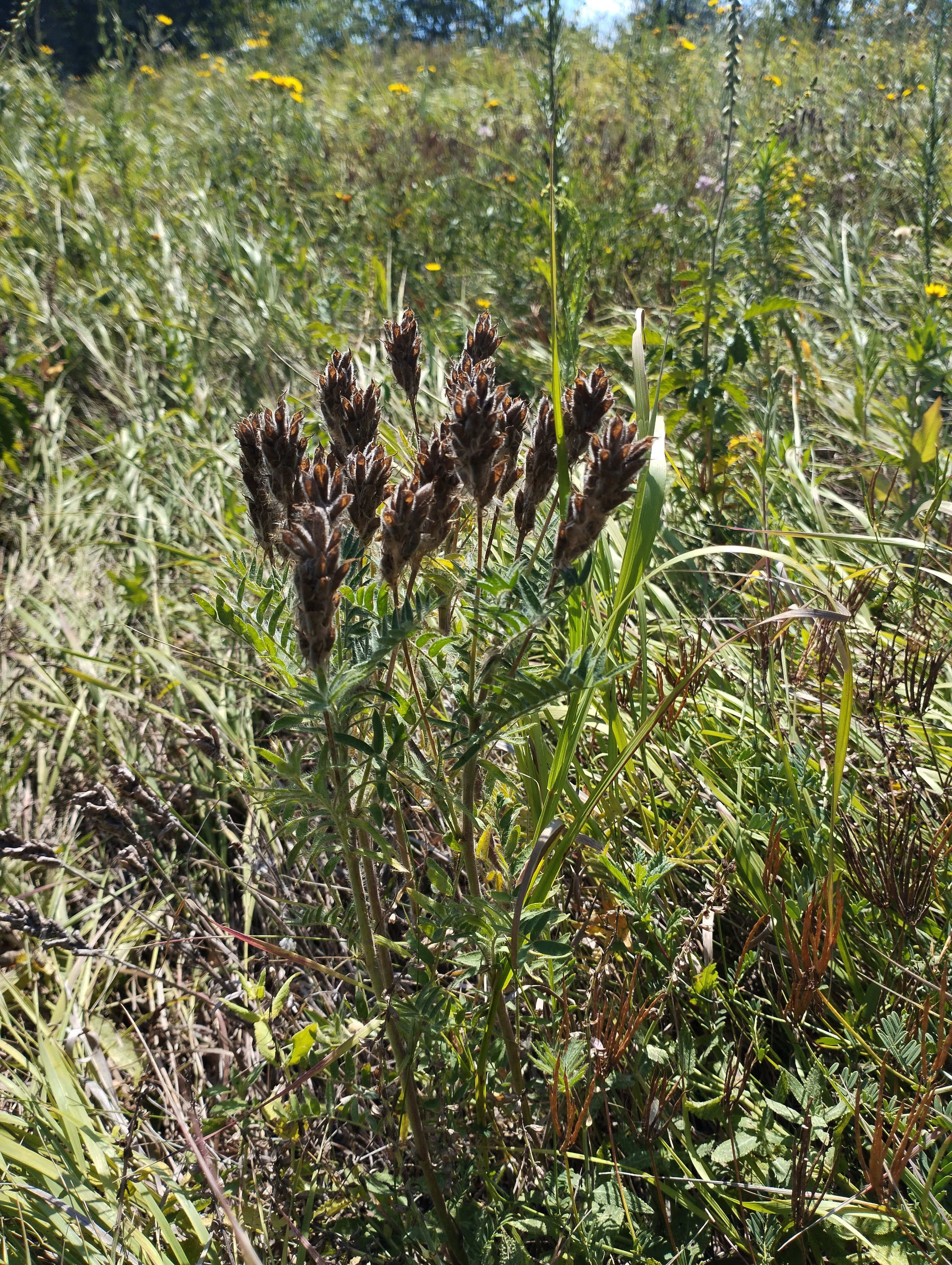
Астрагал шорсткий зі стиглими плодами